# Apamea nebulosa
Apamea nebulosa là một loài bướm đêm trong họ Noctuidae.